# آگالاواتا
آگالاواتا (به لاتین: Agalawatta) یک منطقهٔ مسکونی در سری‌لانکا است که در ناحیه متاله واقع شده‌است.